# Brachyleptura champlaini
Brachyleptura champlaini  (лат.) — вид жуков-усачей из подсемейства усачиков. Распространён в восточных США. Встречаются в лесистых местностях и лесах (например, дубравы) близ водоёмов. Имаго посещают цветки, например, цефалантуса западного, Spiraea alba.